# Castlevania: Lords of Shadow
Castlevania: Lords of Shadow és el títol d'un videojoc de la saga Castlevania per a PS3 i Xbox360. Originalment fou presentat sota el títol de "Lords of Shadow" sense fer cap referència a Castlevania.
Desenvolupat per MercurySteam, amb la col·laboració de Kojima Productions i produït per Konami. El joc compta amb el suport d'Hideo Kojima com consultor i de David Coix com a productor. El director (i guionista, entre altres tasques) és Enric Alvarez. El joc va sortir a Europa a principis d'octubre del 2010, juntament amb un llançament mundial dins el mateix any 2010. La música està a càrrec del compositor Óscar Araujo, que comptà amb el suport de 220 músics, cor inclòs.
El joc conté la presència d'actors per al doblatge com són Patrick Stewart, que narra el tràiler oficial del joc; Robert Carlyle com la veu del protagonista Gabriel; Natascha McElhone o Jason Isaacs.
Es tracta d'un joc d'acció en 3D, a l'estil de God of War o Devil May Cry. En el joc, el protagonista s'enfrontarà contra aranyes gegants, trols, homes llops o immensa criatures amb la seua arma, un fuet.